# Pünkösti Mihály
uzoni Pünkösti Mihály (Zajzon, 1906. június 7. – San Lourenco, 1992. június 20.) ügyvéd, politikus, újságíró.

## Élete
Pünkösti Mihály Zajzonban született 1906. június 7-én Pünkösti János molnársegéd és Rab Ilona gyermekeként.
1926-ban kapta meg behívóját a román hadseregbe, ekkor szökött át Magyarországra, hogy ott legyen önkéntes, majd fél évig orvostanhallgató volt Debrecenben. Fiatalkorában Erdélyben és Magyarországon aktívan focizott több klubnál, többek között a Nyírbátori Athletikai és Football Egyesület (NyAFE) sorait is erősítette. Amikor megalakult a Magyar Ifjúsági Labdarugó Liga Keletmagyarországi kerületének nyírbátori csoportja, annak titkára lett. 1938-ban, amikor kiöregedett a játékból, a sportklub vezetését és elnökségét vállalta el.
Cikkeket és novellákat írt a Debreceni Függetlenségi Újságba és a Nagykunságba. Visszaemlékezése szerint jelentek meg írásai az Ország-Világ c. lapban és a Tolnai Világlapjában is.
Az önkéntes debreceni egyetemi század egyik éjszakai csapatgyakorlatán a nála kilenc évvel idősebb, akkor vezérkari századossá kinevezett Szálasi Ferenccel vett részt. Éjjel a vaksötétben tíz-tizenöt percenként kilőtt rakéták fényénél egymás kezét fogva bukdácsoltak a katonák, ő Szálasi kezét fogta. Innen indult az ismeretségük. Később a szegedi Csillagban raboskodó Szálasit meg is látogatta.
1938-ban részt vett a felvidéki bevonulásban, Ungvár irányában. 1940-ben Nyírbátorból Tornaljára költözött, ahol ügyvédként dolgozott. A Nyilaskeresztes Párt gömöri vezetője volt egy ideig. Észak-Erdély visszatérte után Erdély vezetőjének helyettese lett, és Nagybányán nyitott ügyvédi irodát. Hivatalosan 1944-ben került át a miskolci ügyvédi kamarához.
A Hungarista hatalomátvétel után, 1944. október 25-én a VI. és VII. hadtest területére kiterjedő illetékességgel országmozgósítási és hadműveleti kormánybiztossá, október 27-én Miskolc, valamint Borsod vármegye főispánjává nevezték ki. Beiktatásakor – a háborús helyzetre való tekintettel – mindenféle ünnepség mellőzését kérte. November 9-én hagyta el a nyilas hivatalnoki réteggel Miskolcot és Losoncra távozott, majd Németországba került a kormánnyal együtt. Nyugat-Németországban élt 1949-ig, Ausztráliában 1952-ig, ezután Brazíliába költözött. Az emigrációban folytatta újságírói tevékenységét, a Hídfő főmunkatársa, majd társszerkesztője és a Kárpáti Őrszem szerkesztője volt 1953 és 1955 között. Jó kapcsolatban állt Alföldi Gézával. Az emigrációban az Erdélyi Világszövetség aranyjelvényes tagja volt. 1965-ben Árpád-díszoklevelet kapott.

## Választási szereplése
Az 1939-es országgyűlési választásokon a nyírmadai kerületben indult el a Nyilaskeresztes Párt színeiben. Nyírmadán a kormánypárti jelölt 4042 (44,05%) szavazatot, Pünkösti 3954 (43,09%) szavazatot , az NRFP jelöltje pedig 1180 (12,86%) szavazatot kapott.

## Családja
Első feleségét, Vadász Irént (szül. 1911) 1934-ben vette el, a másodikat, a nyilas gyárigazgató Jókuthy Gyula leányát, Jókuthy Klárát (szül. 1922) pedig 1943-ban. Első feleségétől Árpád fia (1936), második feleségétől Rózsa nevű kislánya született. Utóbbi a második világháború végén menekülés közben életét vesztette. 1954-ben Anikó és Piroska nevű ikerlányai születtek a második feleségétől.